# Бруснев, Михаил Иванович
Михаи́л Ива́нович Бру́снев (13 [25] января 1864 — 1 июля 1937) — российский революционер, марксист, основатель группы Бруснева — одной из первых социал-демократических организаций в России.

## Биография
Родился в 1864 году в станице Сторожевой на Кубани. Отец Бруснева был кубанским казаком, в чине хорунжего.
Участвовал в революционном движении с 1881 года. Окончил Ставропольскую мужскую гимназию, учился в Санкт-Петербургском Технологическом институте. Во время учёбы в Технологическом институте вместе с другими студентами занялся пропагандой марксистских идей. В 1889 году создал группу, объединившую студентов-марксистов Технологического, Лесного, Горного институтов и Санкт-Петербургского университета с рабочими кружками, оставшимися от разгромленных социал-демократических групп Благоева и Точисского. Созданная организация получила название группы Бруснева.
Сам Бруснев возглавлял интеллигентский центр, руководивший работой организации и координировавший деятельность рабочих кружков. Кроме Бруснева, в интеллигентский центр входили также Л. Б. Красин, Г. Б. Красин, М. С. Ольминский, В. В. Святловский, В. Ф. Цивинский и другие. Поддерживал постоянную связь с «Центральным рабочим комитетом», непосредственно руководившим деятельностью рабочих кружков. Занимался поставками нелегальной литературы и созданием нелегальной библиотеки для рабочих. Организовал выпуск гектографированной газеты и нескольких революционных воззваний.
В 1891 году Бруснев со своими соратниками организовал преподнесение адреса писателю-народнику Н. В. Шелгунову, а после его смерти — демонстрацию рабочих на его похоронах. В том же году организовал первое в России празднование 1 мая, на котором произносились речи политического содержания.
В 1891 году окончил Технологический институт и переехал в Москву, где устроился работать в Московско-Брестских железнодорожных мастерских. Проживая в Москве, создавал новые социал-демократические кружки, пытался объединить социал-демократические кружки Москвы и Петербурга. Установил связь с кружками других городов — Тулы, Казани, Нижнего Новгорода, Харькова, Киева и др. Одновременно установил связь с женевской марксистской группой «Освобождение труда» во главе с Г. В. Плехановым. По договорённости с группой «Освобождение труда» получил партию нелегальной литературы для распространения в рабочих кружках.
В апреле 1892 года был арестован жандармами Московского охранного отделения и осуждён по обвинению в распространении нелегальной литературы. После отбытия 4-летнего тюремного заключения отправлен на 10 лет в ссылку в Якутию. С 1901 года, оставаясь в ссылке, участвовал в работе Русской полярной экспедиции. Составил подробнейшую карту острова Новая Сибирь.
В 1903 году командир шхуны «Заря» Ф. А. Матисен назвал в честь Михаила Ивановича остров в бухте Тикси.
В 1904 году вернулся в Петербург, примкнул к социал-демократической группе «Союза инженеров». В 1907 году был в числе выборщиков в Государственную думу от так называемого «левого блока», в который входили большевики и эсеры. Впоследствии отошёл от активной политической деятельности. Написал воспоминания о зарождении социал-демократического движения в России.
После 1922 года работал в представительствах Наркомторга в Латвии, Литве и Франции. Затем — инженером в Гипромезе.
Скончался в 1937 году в Ленинграде. Похоронен на Никольском кладбище Александро-Невской лавры.

## Адреса в Санкт-Петербурге / Петрограде / Ленинграде
- 1908—1910 — Финский переулок, 2;[5]
- 1910—1911 — Рузовская улица, 35;
- 1911—1937 — Кавалергардская улица, 3.

## Память
- В 1968 году на острове Бруснева в память о Михаиле Ивановиче был установлен обелиск[6].
- В 1990 году в Ленинграде на доме по адресу улица Красной Конницы, 3 была открыта мемориальная доска (архитектор Т. Н. Милорадович).

## Сочинения
- Бруснев М. И. Возникновение первых социал-демократических организаций: воспоминания // Пролетарская революция. — 1923. — № 2.